# Coque en V

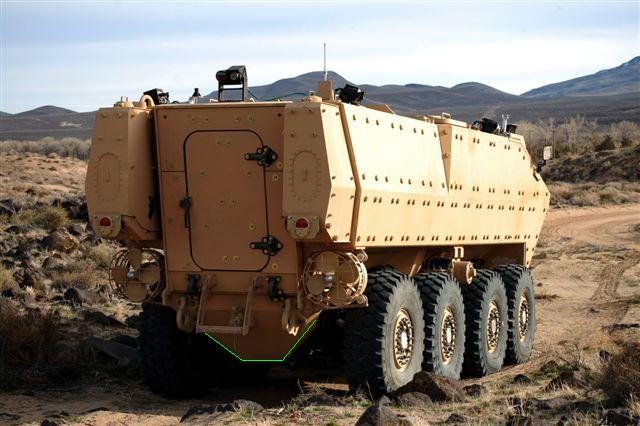
La coque en V du (souligné de vert) offre une bonne protection contre les engins explosifs improvisés mais réhausse le centre de gravité augmentant le roulis

La coque en V est un type de conception de véhicules blindés utilisé sur les véhicules de transport de troupes à roues, les véhicules de reconnaissance et les véhicules de combat d'infanterie.
Cette conception remonte aux années 1970 avec des véhicules tels que le véhicule de sécurité Léopard utilisé lors de la guerre du Bush de Rhodésie du Sud et pour les modèles sud-africains de Land Systems OMC, l'IFV Ratel et le Buffel.

## Conception
Le but de cette conception est d'augmenter la survivabilité du véhicule et de son équipage en déviant une déflagration ascendante d'une mine (ou d'un engin explosif improvisé) du véhicule, tout en présentant un blindage incliné. En présentant le blindage sous une inclinaison, cela augmente la quantité de matière que le projectile doit traverser, afin de pénétrer dans le véhicule, et augmente les chances de déviation.
Les coques en V peuvent être intégrées dans l'allure des véhicules blindés de plusieurs manières différentes. De nombreux véhicules, tels que le RG-33 (en) de BAE Systems l'intègrent dans un châssis monocoque, tandis que d'autres, comme l'ATF Dingo et International MaxxPro utilisent un châssis tubulaire, avec un compartiment pour l'équipage ayant une forme en V blindée, et une autre en V ou en demi-cercle pour protéger la chaine de transmission de puissance. D'autres, comme le Cougar ont un compartiment pour l'équipage ayant une forme extérieur en V, tout en octroyant le rôle d'amortisseur de l'explosion) à la transmission et à la suspension (moyennant leurs sacrifices), pour préserver la sécurité de l'équipage.

## Galerie

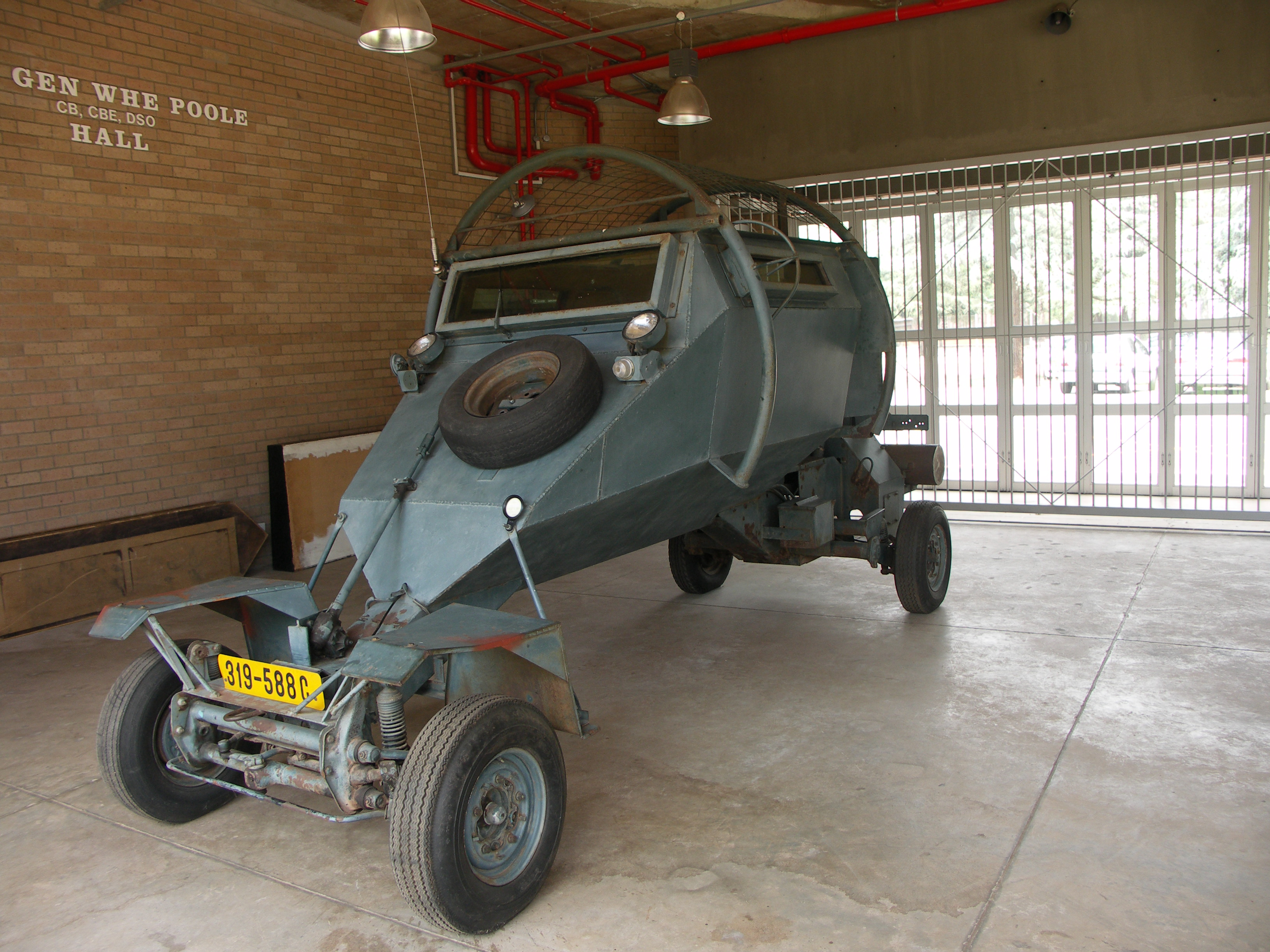
Le véhicule de sécurité rhodésien Leopard, un des premiers véhicule à coque en V.
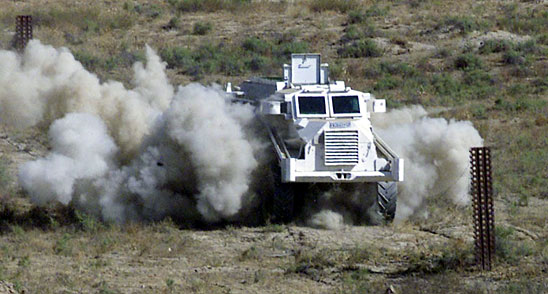
Un Casspir en train de déminer sur la base aérienne de Bagram
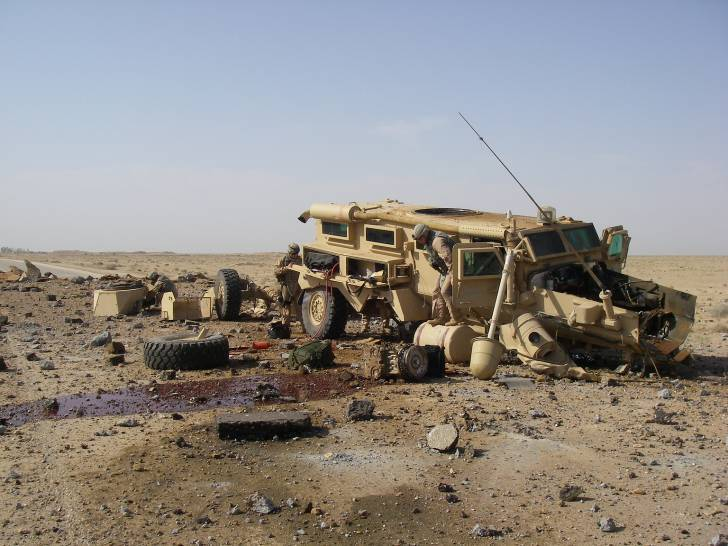
Un Cougar disposant d'une coque en V touché par un engins explosifs improvisés en Irak.

## Sources
1. ↑  (en) « Leopard - Land Mine Resisting Vehicle » (consulté le 18 juillet 2018)
2. ↑  (en) « The Echos of an African War Archive »(Archive.org • Wikiwix • Archive.is • Google • Que faire ?) (consulté le 19 juillet 2008)
3. ↑  (en) « StackPath », sur machinedesign.com (consulté le 16 octobre 2021).
4. ↑  
« Inc. - In the News », Force Protection
5. ↑  
« DefRev First Look: BAE Systems RG33 Series MRAP Vehicles », Defense Review, 15 mars 2011

- (en) Cet article est partiellement ou en totalité issu de l’article de Wikipédia en anglais intitulé « V-hull » (voir la liste des auteurs).